# Yarraforell
Yarraforell (Galaxias truttaceus) är en fiskart som beskrevs av Valenciennes, 1846. Yarraforell ingår i släktet Galaxias och familjen Galaxiidae. Inga underarter finns listade i Catalogue of Life.
Arten förekommer i södra Australien samt på Tasmanien och på små öar i närheten. Den vistas i vattendrag och i havsvikar med bräckt vatten. Äggläggningen sker under hösten och vintern. Nykläckta ungar lever i havsvikar och de vandrar när de är 45 till 65 mm långa. Några populationer lever endast i sötvatten. Honor lägger 1000 till 16000 ägg per tillfälle.
Beståndet påverkas av byggnadsverk i vattendragen. Introducerade fiskar utgör konkurrenter. Hela populationen anses vara stor. IUCN listar arten som livskraftig (LC).